# Iltalehti
Iltalehti é um jornal finlandês publicado em formato de tabloide. É propriedade do conglomerados de mídia Alma Media e considerado um dos principais jornais da Finlândia, com uma média de leitores em 2020 superior a 240 mil.
O jornal foi estabelecido em 1980, na cidade de Helsínquia e é publicado seis vezes por semana em formato de tabloide. Sua circulação caiu significativamente entre os anos de 2006 e 2012. Por outro lado, o website do jornal é um dos mais acessados do país.